# Tesla Autopilot

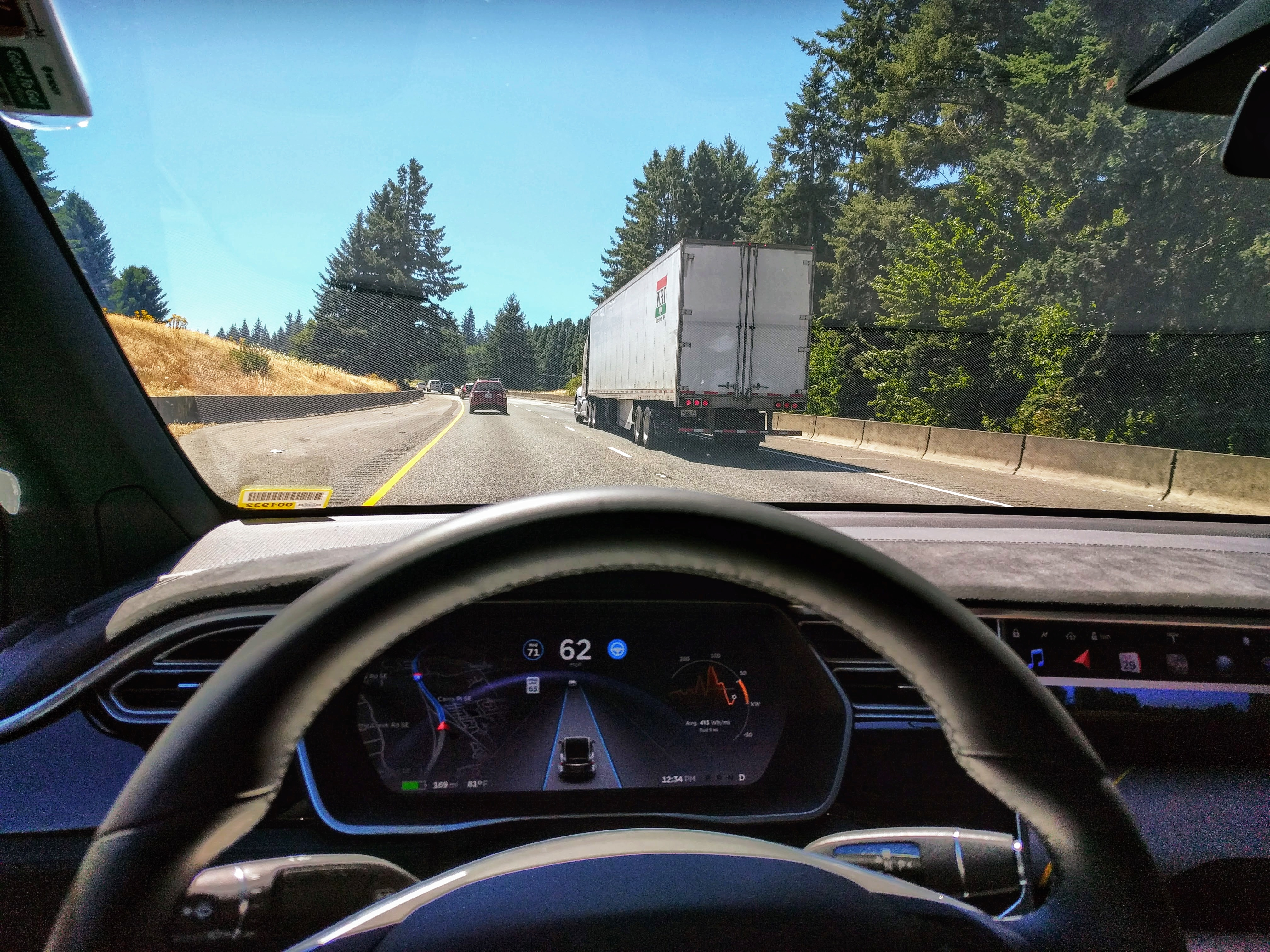
Tesla Autopilot működés közben

A Tesla Autopilot a Tesla által kínált fejlett vezetőtámogató rendszer (ADAS) funkcióinak egy olyan csomagja, amely a 2. szintű járműautomatizálást jelenti.

## Bemutatása
A Tesla Autopilot jellemzői közé tartozik a sávközéppontosítás, a forgalomra figyelő sebességtartó automatika, az automatikus sávváltás, a félautonóm navigáció korlátozottan használható autópályákon, az önparkolás, valamint az autó garázsból vagy parkolóhelyről történő előhívásának képessége. Mindezeknél a funkcióknál a vezető a felelős, és az autó folyamatos felügyeletet igényel. A vállalat állítása szerint a funkciók csökkentik a vezető gondatlansága és a hosszú távú vezetésből eredő fáradtság okozta balesetek számát. 2020 októberében a Consumer Reports a Tesla Autopilotot "távoli másodiknak" nevezte a vezetőtámogató rendszerek között (a Cadillac Super Cruise mögött), bár a "Képességek és teljesítmény" és a "Könnyű használat" kategóriában az első helyre sorolta.
Az Autopilot alapképességeinek továbbfejlesztéseként a vállalat kinyilvánított szándéka, hogy egy későbbi időpontban SAE Level 5 (teljesen autonóm vezetés) rendszert kínáljon, elismerve, hogy ennek eléréséhez szabályozási és technikai akadályokat kell leküzdeni. 2020 áprilisában a legtöbb szakértő úgy véli, hogy a Tesla járművei nem rendelkeznek a teljesen autonóm vezetéshez szükséges hardverrel. 2020 októberében a Tesla kezdeményezte és megrendelte az ügyfelek számára a teljes önvezetés bétaprogramját az Egyesült Államokban; 2021 májusától pár ezer alkalmazott és Tesla-tulajdonos teszteli azt. Egyes iparági megfigyelők veszélyesnek és felelőtlennek kritizálták a Tesla döntését, miszerint a béta-szoftver validálására képzetlen fogyasztókat használ fel. Hasonlóképpen, a bekapcsolt Autopilot funkcióval rendelkező Tesla-autókat érintő ütközések és halálesetek felkeltették a sajtó és a kormányzati szervek figyelmét. 2021 májusában a Guidehouse Insights a Teslát az autonóm vezetés területén mind a stratégia, mind a végrehajtás tekintetében az utolsó helyre sorolta. Musk évek óta pontatlan előrejelzéseket tett arra vonatkozóan, hogy a Tesla mikor éri el az SAE 5. szintjét.

## Története

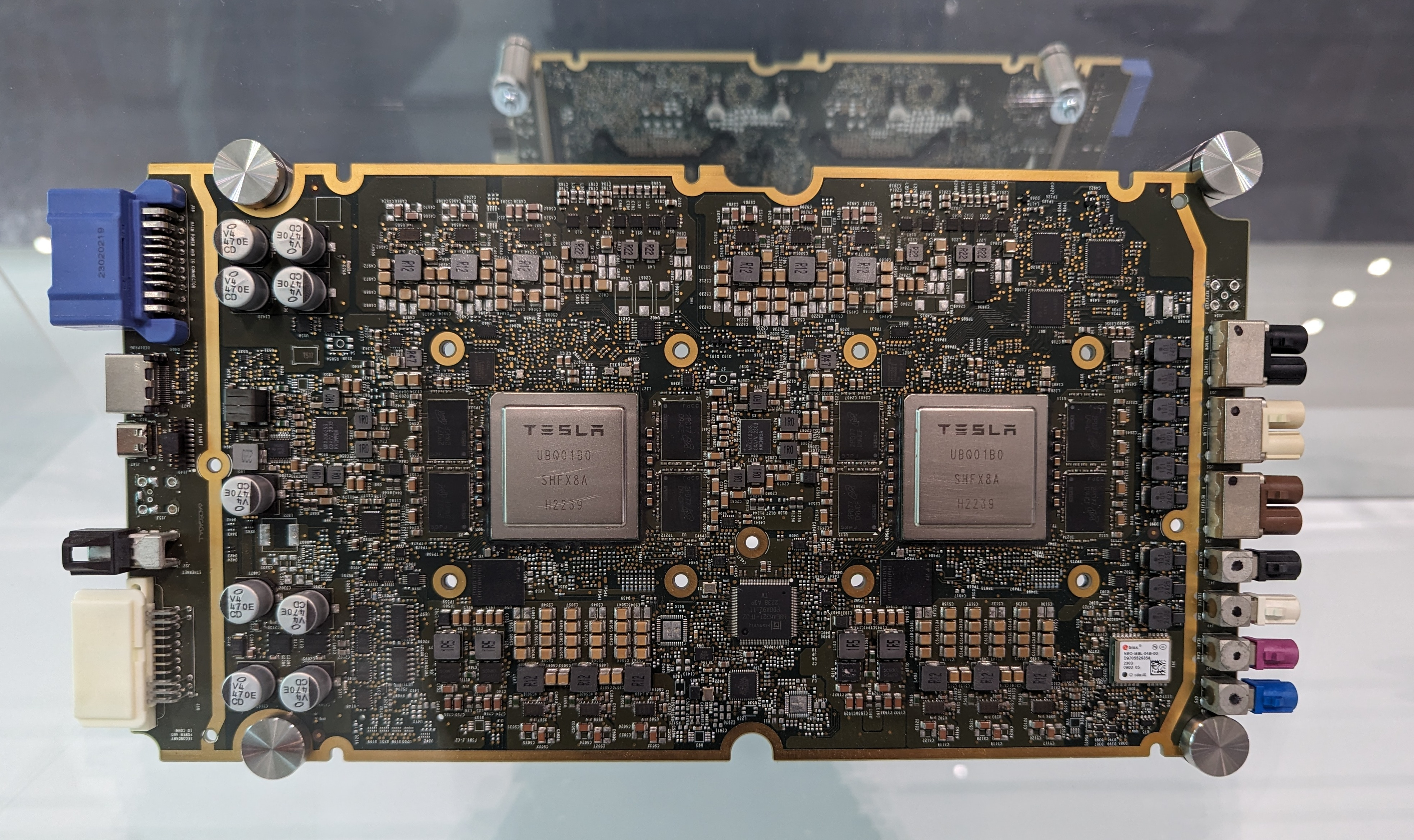

Elon Musk először 2013-ban beszélt nyilvánosan a Tesla Autopilot rendszeréről, megjegyezve, hogy "az Autopilot jó dolog a repülőgépekben, és nekünk is kellene lennie az autókban.".
2014 októberében a Tesla felajánlotta az ügyfeleknek, hogy egy "Tech Package" opció keretében elővásárolhatják az Autopilot képességet. Ekkor a Tesla kijelentette, hogy az Autopilot félautonóm vezetési és parkolási képességeket tartalmaz majd, és nem önvezetésre tervezték. A Tesla az Autopilot kezdeti verzióit az izraeli Mobileye céggel együttműködve fejlesztette ki,  de a Mobileye 2016 júliusában felbontotta a partnerséget, mivel a Tesla "a biztonság terén a határokat feszegette".
Minden 2014 szeptembere és 2016 októbere között gyártott Tesla autó rendelkezett a kezdeti hardverrel (hardver 1. verzió vagy HW1), amely támogatta az Autopilot szoftvert. 2015 októberének közepén jelent meg az Autopilotot lehetővé tevő szoftver a Tesla szoftver 7.0 verziójának részeként.  Ekkor jelentette be a Tesla, hogy célja az autonóm vezetés kínálása. A 7.1. szoftver verzió ezután eltávolított néhány funkciót, hogy a vásárlókat visszatartsa a kockázatos viselkedéstől.
2016 augusztusában Musk bejelentette az Autopilot 8.0-t, amely radarjeleket dolgoz fel, hogy a lidarhoz hasonló durva pontfelhőt hozzon létre, amely segít a navigációban rossz látási viszonyok között, sőt, még a Tesla autó előtt "lát". 2016 novemberében az Autopilot 8.0-t frissítették, hogy a vezető számára jobban észrevehetőbben jelezze, hogy bekapcsolva van, és hogy a sofőröknek gyakrabban kelljen megérinteniük a kormánykereket. 2016 novemberéig az Autopilot 300 millió mérföldet (500 millió km) működött aktívan a HW1 járműveken, és 1,3 milliárd mérföldet (2 milliárd km) "árnyék" (nem aktív) üzemmódban.
A Tesla kijelentette, hogy 2016 októberétől minden új jármű a jövőbeni teljes önvezetéshez szükséges érzékelőkkel és számítási hardverrel, úgynevezett hardver 2. verzióval (HW2) érkezik. A Tesla az Enhanced Autopilot (EA) kifejezést használta a HW2 azon képességeire, amelyek a HW1-ben nem voltak elérhetőek, beleértve a sávváltás automatikus, a vezető beavatkozását nem igénylő képességét, az egyik autópályáról a másikra való átmenetet és az autópályáról való kilépést, amikor a célállomás közel van. Az Autopilot szoftver a HW2 autókhoz 2017 februárjában érkezett. Ez tartalmazta a forgalomra figyelő sebességtartó automatikát, az autosteerelést osztott autópályákon, és az autosteerelést "helyi utakon" 45 mérföld/órás sebességig. 2017 márciusában érkezett meg a HW2 szoftver 8.1-es verziója, amely a HW2 autók számára szoftveres paritást biztosított a HW1 autókkal. A következő év augusztusában a Tesla bejelentette a 2.5-ös hardveres verziót (HW2.5).
A Tesla már 2019 márciusában elkezdte gyártani autóit a "teljes önvezető számítógép" új verziójával, a Hardware version 3-mal (HW3). Az ENSZ Európai Gazdasági Bizottságának új, az automatikusan vezérelt kormányzási funkcióval kapcsolatos szabályozásának való megfelelés érdekében a Tesla májusban Európára korlátozottan frissített Autopilotot biztosított. Szeptemberben a Tesla kiadta a 10-es szoftververziót az Early Access Program (EAP) tesztelőinek, a vezetési vizualizáció és az automatikus sávváltás javítására hivatkozva.
2020 szeptemberében a Tesla újra bevezette az Enhanced Autopilot kifejezést az autópályán való közlekedésre, parkolásra és idézésre vonatkozó funkciók részhalmazának jelölésére, míg a Full Self-Driving opció a közlekedési lámpákkal ellátott városi utakon való automatizálást egészíti ki. 2020 októberében a Tesla kiadta a Full Self-Driving szoftver "béta" változatát az Egyesült Államokban az EAP tesztelők számára.

## Csomagok és funkciók
Minden új Tesla alapfelszereltségéhez hozzátartozik az alap Autopilot.
Az autókhoz két kiegészítő csomag rendelhető meg (akár az autó rendelésekor, akár utólag):
- Enhanced Autopilot
- Full Self-Driving Capability

| Csomag                            | Funkció neve                                                                      | Működése | Ára**                               |
| --------------------------------- | --------------------------------------------------------------------------------- | --- | ----------------------------------- |
| Autopilot Basic autopilot         | Traffic-Aware Cruise Control (forgalomfigyelő sebességtartó automatika)           | az autó sebességét a forgalomhoz igazítja | az alapfelszereltség része          |
| Autopilot Basic autopilot         | Autosteer (automatikus kormányzás)                                                | jól látható felfestések esetén segít sávon belül tartani az autót, és használja a forgalomfigyelő sebességtartó automatika funkciót | az alapfelszereltség része          |
| Enhanced Autopilot                | Auto Lane Change (automatikus sávváltás)                                          | USA-ban: osztott pályás úton automatikusan sávot vált, ha az automatikus kormányzás funkció be van kapcsolva EU-ban: a vezetőnek indexeléssel meg kell erősíteni a sávváltási szándékát*** | 1 430 000 Ft 3 800 € £3 400 $6 000  |
| Enhanced Autopilot                | Navigate on Autopilot (navigálás Autopilot funkcióval)                            | USA-ban: aktívan vezeti az autót az autópálya felhajtójától a lehajtóig, beleértve az irányjelző kezelését, az automatikus sávváltást, a csomópontokban történő navigálást és a megfelelő kijáratnál történő lehajtást EU-ban: az automatikus sávváltás funkciót egészíti ki azzal, hogy a vezetőt sávváltási javaslatokkal segíti, és navigál a csomópontokban*** | 1 430 000 Ft 3 800 € £3 400 $6 000  |
| Enhanced Autopilot                | Autopark (automatikus parkolás)                                                   | az autó automatikusan beáll a párhuzamos vagy merőleges parkolóhelyre | 1 430 000 Ft 3 800 € £3 400 $6 000  |
| Enhanced Autopilot                | Summon (hívófunkció)                                                              | a mobilalkalmazásról vezérelve egy szűk helyre beáll vagy onnan kiáll az autó | 1 430 000 Ft 3 800 € £3 400 $6 000  |
| Enhanced Autopilot                | Smart Summon (okos hívófunkció)                                                   | az autó parkolóban automatikusan odanavigál a vezetőhöz, szükség szerint kikerülve a tárgyakat**** | 1 430 000 Ft 3 800 € £3 400 $6 000  |
| FSD* Full Self-Driving Capability | Traffic and Stop Sign Control (közlekedési lámpát és stoptáblát észlelő vezérlés) | felismeri a jelzőlámpákat és a stoptáblákat, melyekhez közeledve lelassítja és megállítja az autót | 2 860 000 Ft 7 500 € £6 800 $15 000 |
| FSD* Full Self-Driving Capability | Autosteer on city streets (automatikus kormányzás városon belül)                  | a közeljövőben várható funkció | 2 860 000 Ft 7 500 € £6 800 $15 000 |

* Tartalmazza az 'Enhanced Autopilot' csomag összes funkcióját is

** 2022. július 4-i árak Tesla Model 3 esetén

*** Az Európai Unió 2018-ban felülvizsgálta az elektronikus kormányberendezésekről szóló ENSZ-EGB R79-es rendelet vezetéstámogató rendszerek felügyeletét szabályozó rendelkezéseit, melynek kapcsán a Tesla az Európai Unióban korlátozni kényszerült néhány önvezető funkciót:
- korlátozták az önvezető autók oldalirányú gyorsulását, és ezzel azt is, hogy önvezető módban a kormánykerék mennyire fordulhat el, így az autó nem hajthat végre önmagától nagyobb irányváltásokat (ENSZ-EGB R79 rendelet 5.6.2.1.3. pont)
- előírták, hogy az automatikus sávváltás előtt a vezetőnek kell az irányjelzőt bekapcsolnia (ENSZ-EGB R79 rendelet 5.6.4.6.2. pont), és ezt követően az autónak 5 másodpercen belül meg kell kezdenie a sávváltást (ENSZ-EGB R79 rendelet 5.6.4.6.4. pont).

Az UNECE 2022. június 22-i döntése enyhített a szigorú európai szabályozáson; az ENSZ 157-es rendelkezése 2023. januárjától ismét lehetővé teszi a vezetéstámogató rendszerek bizonyos funkcióinak a használatát.
**** A funkció az USA-ban 60 méterről működik, az EU-ban viszont ez korlátozva van 20 méterre. A funkcióhoz az autónak és a telefonnak is élő internetkapcsolatra van szüksége, de az EU-ban az is szükséges továbbá, hogy  az autó és a telefon között aktív bluetooth-kapcsolat legyen (mely kb. 10 méteres távolságon túl megszakad, így a funkció működésének az EU-ban ez a plusz követelmény a valódi korlátja).

### Az EU-szabályozás korlátai a gyakorlatban
Az önvezető funkciók használhatósága az európai szabályozás miatt jelentősen korlátozottabbak, mint az amerikai lehetőségek, így a Tesla önvezető csomagjai Európában 2022-ben gyakorlatilag az alábbiakat tudják:
Autopilot
- távolságtartó tempomat
- az autót az adott sáv íveit, kanyarjait követve tudja kormányozni

Enhanced Autopilot
- jóváhagyást követően az autó automatikusan sávot vált
- parkolási funkciók

Full Self-Driving Capability
- a közlekedési lámpák és stoptáblák észlelése és ezeknél az autó megállítása

## Az FSD bevezetésének folyamata
Az évek során számos bírálat érte a Teslát azért, hogy egy jövőben bevezetendő szolgáltatást árul, mely bevezetésének pontos időpontja nincs rögzítve. Musk többször is ígéretet tett arra, hogy az FSD hamarosan mindenki számára elérhető lesz, de a teljeskörű bevezetés továbbra is várat magára.

### Az FSD bevezetésének mérföldkövei:[50]
- 2000. október:	az FSD engedélyezése kiválasztott tesztelők számára
- 2020 vége:	a tesztelők száma kb. 1000 fővel bővül
- 2021. október:	az FSD elérhetővé tétele a megfelelő "Safety Score"-ral rendelkezők számára (csak az USA-ban)*
- 2022. március:	Kanadában is elkezdik bevezetni az FSD rendszert
- 2022. november:	Kivezetik a "Safety Score" rendszert, Musk bejelenti, hogy Észak-Amerikában bárki használhatja az FSD-rendszert, aki korábban megvásárolta azt[51]

* A "Safety Score"-rendszer bevezetésekor csak az USA-ban élő, 100 pontot elérő vezetők kaphattak hozzáférést az FSD-rendszerhez. Később az elvárt pontszámot több lépésben csökkentették, és a rendszert Kanadában is elérhetővé tették. 2022. szeptemberében már minden amerikai és kanadai tulajdonosnak elérhető volt az FSD, aki legalább 80 ponttal le tudott vezetni 100 mérföldet (161 kilométert).

## Balesetek

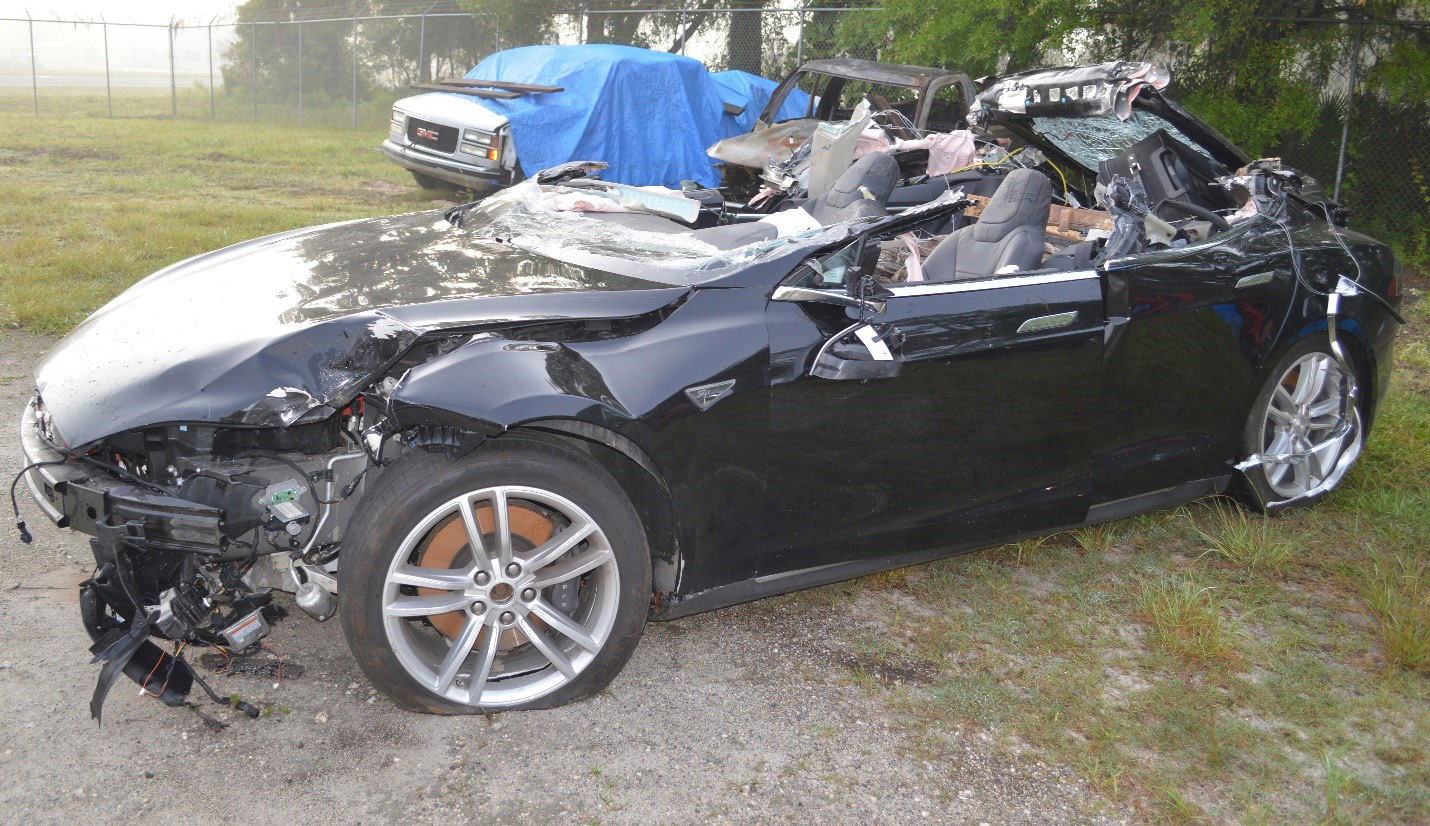

2022 januárjáig 12 olyan halálos baleset történt, ahol beigazolódott, hogy a Tesla Autopilotját használták (vannak további olyan esetek, ahol feltételezik az Autopilot használatát).
Az Autopilot egy olyan vezetéstámogató rendszer, amely kényelmesebbé teszi a vezetést és növeli a biztonságot, de a Tesla nyomatékosan kihangsúlyozza, hogy csomagjai (jelenleg) nem teszik lehetővé, hogy az autók vezetői felügyelet nélkül haladjanak:
Mindhárom csomagot a teljes figyelmet tanúsító vezetőknek szánjuk, akik két kézzel fogják a kormányt és készen állnak arra, hogy bármikor visszavegyék a vezetést az autótól. Noha úgy terveztük ezeket a funkciókat, hogy idővel egyre több mindenre legyenek képesek, a jelenleg használható funkciók nem teszik autonómmá a járművet.
Több autóvezető a felelőtlen viselkedésével okoz balesetet (pl. vezetés közben filmet néz, menet közben átmásznak a hátsó ülésre), de vannak olyan, az autopilot-rendszernek tulajdonított balesetek is, ahol a vizsgálatok során utólag bizonyosodik be, hogy a feltételezésekkel szemben az önvezető rendszer be sem volt kapcsolva.

## Biztonság
Bár sokan hangoztatnak biztonsági aggályokat a Tesla modelljeivel kapcsolatban, de ezeket sem a statisztikák, sem a tesztek nem igazolják.
A Tesla negyedévente nyilvánosságra hozza a baleseti statisztikákat. Az általuk publikált adatokból az olvasható ki, hogy az Autopilot rendszert használó gépkocsivezetők sokkal ritkábban kerülnek balesetbe, mint a "hagyományos" autók vezetői:
Az Euro NCAP 2022-es tesztjében a Model Y kiemelkedő eredményt ért el, a legbiztonságosabb autó minősítést kapta.
A vezetőtámogató rendszer 98%-os eredményt ért el, levonást csak a ráfutásos baleseteket megelőző automatikus vészfékrendszer kapott, de a levonás okát a zsűri nem indokolta.